# Rally de los Faraones
El Rally de los Faraones fue una competición automovilística y motociclística de rally raid perteneciente al calendario del Campeonato Mundial de Rally Cross-Country. Nacido en 1982 de una idea de Jean-Claude Morellet (alias "Fenouil"). Se disputa en Egipto, entre finales de septiembre y principios de octubre, con un recorrido de unos 3000 km, el inicio y final de la prueba suele ser la ciudad de El Cairo, especialmente en la Necrópolis de Guiza.
Es una carrera similar al Rally Dakar, ya que tiene lugar en el desierto y participan camiones, automóviles y motocicletas.
Ha contado entre sus ganadores a grandes especialistas del Rally-raid de los años 1990, como Ari Vatanen ganador en 1987, 1988, 1989 y 1991 con un Peugeot 405 Turbo 16 y Jean-Louis Schlesser vencedor en 1992 y 1994.
En 2004, el Rally de los Faraones se vio ensombrecido por la muerte del tres veces vencedor del Rally Dakar el piloto francés Richard Sainct, de 34 años.
En 2016 la FIA aplazó la edición del rally de ese mismo año alegando "razones de seguridad en la región". En el desierto occidental de Egipto hubo múltiples enfrentamientos entre fuerzas de seguridad y grupos armados, junto con un aumento del contrabando de armas desde Libia y el auge de organizaciones yihadistas.

## Ganadores
| Año     | Coches                | Coches          | Motocicletas            | Motocicletas | Camiones             | Camiones      | Cuatrimotos       | Cuatrimotos  |
| Año     | Piloto                | Fabricante      | Piloto                  | Fabricante   | Piloto               | Fabricante    | Piloto            | Fabricante   |
| ------- | --------------------- | --------------- | ----------------------- | ------------ | -------------------- | ------------- | ----------------- | ------------ |
| 1982    | André Trossat         | Lada            | Edi Orioli              | Cagiva       |                      |               |                   |              |
| 1983    | Jean-Claude Briavoine | Lada            | Patrick Drobecq         | Honda        |                      |               |                   |              |
| 1984    | Christian Avril       | Crysler         | Gaston Rahier           | BMW          |                      |               |                   |              |
| 1985    | Saeed Al-Hajri        | Porsche         | Gaston Rahier           | BMW          | Zdeněk Kovář         | Liaz          |                   |              |
| 1986    | Miguel Prieto         | Nissan          | Franco Picco            | Yamaha       | Jean Francois Bonvin | Mercedes Benz |                   |              |
| 1987    | Ari Vatanen           | Peugeot         | Alessandro De Petri     | Cagiva       | Georges Groine       | Mercedes Benz |                   |              |
| 1988    | Ari Vatanen           | Peugeot         | Gaston Rahier           | Suzuki       | Francesco Perlini    | Perlini       |                   |              |
| 1989    | Ari Vatanen           | Peugeot         | Alessandro De Petri     | Cagiva       |                      |               |                   |              |
| 1990    | Hubert Auriol         | Lada            | Alessandro De Petri     | Yamaha       | Laurent Gueguen      | Mercedes Benz |                   |              |
| 1991    | Ari Vatanen           | Citroën         | Danny Laporte           | Cagiva       | Jérôme Pelichet      | Mercedes Benz |                   |              |
| 1992    | Jean-Louis Schlesser  | Buggy Schlesser | Franco Picco            | Cagiva       | Maurizio Traglio     | Mercedes Benz |                   |              |
| 1993    | Timo Salonen          | Citroën         | Edi Orioli              | Cagiva       | Maurizio Traglio     | Mercedes Benz |                   |              |
| 1994    | Jean-Louis Schlesser  | Buggy Schlesser | Heinz Kinigadner        | KTM          |                      |               |                   |              |
| 1995-97 | No realizado          | No realizado    | No realizado            | No realizado | No realizado         | No realizado  | No realizado      | No realizado |
| 1998    | Giorgo Beccaris       | Nissan          | Fabrizio Meoni          | KTM          |                      |               |                   |              |
| 1999    | Gerard Marcy          | Toyota          | Fabrizio Meoni          | KTM          |                      |               |                   |              |
| 2000    | Grégoire de Mévius    | Nissan          | Fabrizio Meoni          | KTM          |                      |               |                   |              |
| 2001    | José Luis Monterde    | Nissan          | Fabrizio Meoni          | KTM          | Gilberto Sandretto   | Mercedes Benz |                   |              |
| 2002    | Balazs Szalay         | Chevrolet       | Richard Sainct          | KTM          | Giuseppe Panseri     | Mercedes Benz |                   |              |
| 2003    | Yves Loubet           | Nissan          | Nani Roma               | KTM          | Teruhito Sugawara    | Hino          |                   |              |
| 2004    | Alain De Mévius       | Nissan          | Pal Anders Ullevalseter | KTM          | Giacomo Vismara      | Mercedes Benz |                   |              |
| 2005    | Stéphane Henrard      | Nissan          | Marc Coma               | KTM          | Giuseppe Panseri     | Mercedes Benz |                   |              |
| 2006    | Sergey Shmakov        | ZIL             | Marc Coma               | KTM          | Giacomo Vismara      | Mercedes Benz |                   |              |
| 2007    | Christian Lavieille   | Nissan          | Marc Coma               | KTM          | Matteo Paccani       | Mercedes Benz |                   |              |
| 2008    | Christian Lavieille   | Nissan          | David Casteu            | KTM          | Matteo Paccani       | Mercedes Benz |                   |              |
| 2009    | Jérôme Pélichet       | Bowler          | Cyril Despres           | KTM          |                      |               | Camelia Liparoti  | KTM          |
| 2010    | Jean-Louis Schlesser  | Buggy Schlesser | Marc Coma               | KTM          | Luisa Trucco         | Iveco         | Marcos Patronelli | Yamaha       |
| 2011    | Jean-Louis Schlesser  | Buggy Schlesser | Marc Coma               | KTM          | Marco Piana          | Mercedes Benz | Lilian Lancelevee | Yamaha       |
| 2012    | Khalifa Al Mutaiwei   | MINI            | Joan Barreda Bort       | KTM          |                      |               | Lukasz Laskawiec  | Yamaha       |
| 2013    | No realizado          | No realizado    | No realizado            | No realizado | No realizado         | No realizado  | No realizado      | No realizado |
| 2014    | Yazeed Al-Rajhi       | Ford            | Juan Carlos Salvatierra | KTM          |                      |               | Rafal Sonik       | Yamaha       |
| 2015    | Nasser Al-Attiyah     | MINI            | Jakub Piątek            | KTM          | Artur Ardavicius     | Tatra         | Mohamed Abu Issa  | Honda        |

## Títulos de pilotos en auto
| Piloto               | N°de veces | Año                    |
| -------------------- | ---------- | ---------------------- |
| Ari Vatanen          | 4          | 1987, 1988, 1989, 1991 |
| Jean-Louis Schlesser | 4          | 1992, 1994, 2010, 2011 |
| Cristian Lavieille   | 2          | 2007, 2008             |

### Constructores de coches con más títulos
| Núm. | Constructor             | Victorias | Años                                                                                                  |
| ---- | ----------------------- | --------- | --- |
| 1    | Nissan                  | 9         | 1994, 1998, 1999, 2000, 2001, 2003, 2004, 2005, 2006, 2007, 2008, 2009, 2010, 2011, 2012, 2014, 2015. |
| 2    | Schlesser-Renault Buggy | 4         | 1992, 1994, 2010, 2011                                                                                |
| 3    | Peugeot                 | 3         | 1987, 1988, 1989                                                                                      |
| 3    | Lada                    | 3         | 1982, 1983, 1990                                                                                      |
| 5    | Citroën                 | 2         | 1991, 1993                                                                                            |
| 5    | MINI                    | 2         | 2012, 2015                                                                                            |

## Títulos de pilotos en motocicletas
| Piloto              | N°de veces | Año                          |
| ------------------- | ---------- | ---------------------------- |
| Marc Coma           | 5          | 2005, 2006, 2007, 2010, 2011 |
| Fabrizio Meoni      | 4          | 1998, 1999, 2000, 2001       |
| Gaston Rahier       | 3          | 1984, 1985, 1988             |
| Alessandro De Petri | 3          | 1987, 1989, 1990             |

### Constructores de motocicletas con más títulos
| Núm. | Constructor | Victorias | Años                                                                          |
| ---- | ----------- | --------- | ----------------------------------------------------------------------------- |
| 1    | KTM         | 18        | 1986, 1998, 2000, 2001, 2003, 2004, 2005, 2007, 2008, 2009, 2010, 2011, 2012. |
| 2    | Cagiva      | 4         | 1982, 1987, 1989, 1990, 1991, 1993                                            |

## Títulos de pilotos en camiones
| Piloto           | N°de veces | Año        |
| ---------------- | ---------- | ---------- |
| Maurizio Traglio | 2          | 1992, 1993 |
| Giuseppe Panseri | 2          | 2002, 2005 |
| Giacomo Vismara  | 2          | 2004, 2006 |
| Matteo Paccani   | 2          | 2007, 2008 |

### Constructores de camiones con más títulos
| Núm. | Constructor   | Victorias | Años                                                                                      |
| ---- | ------------- | --------- | ----------------------------------------------------------------------------------------- |
| 1    | Mercedes Benz | 14        | 1986, 1987, 1990, 1991, 1992, 1993, 1994, 2001, 2002, 2004, 2005, 2006, 2007, 2008, 2012. |

## Títulos de pilotos en quads
| Piloto            | N°de veces | Año  |
| ----------------- | ---------- | ---- |
| Camelia Liparioti | 1          | 2010 |
| Marcos Patronelli | 1          | 2011 |
| Lilian Lancelevee | 1          | 2012 |
| Lukasz Laskawiec  | 1          | 2013 |
| Rafal Sonik       | 1          | 2014 |
| Mohamed Abu Issa  | 1          | 2015 |

### Constructores de quads con más títulos
| Núm. | Constructor | Victorias | Años                   |
| ---- | ----------- | --------- | ---------------------- |
| 1    | Yamaha      | 4         | 2010, 2011, 2012, 2014 |